# Ivan II. Trapezuntski
Ivan II. (Ιωάννης Β΄ Μέγας Κομνηνός, Iōannēs II Megas Komnēnos) (o. 1262. – 16. kolovoza 1297.) bio je car Trapezunta u današnjoj Turskoj. Vladao je 1280. – 1297.
Bio je sin cara Manuela I. i Irene Syrikaine, koja je prije braka bila samo plemkinja.
Ivan je bio polubrat carice Teodore i brat cara Georgija; Teodora je kratko zavladala umjesto Ivana.
Ivan je naslijedio prijestolje nakon što mu je brat Georgije izdan na planini Taurezion. Tijekom ivanove vladavine promijenio se sluzbeni naziv trebizonskih vladara. Do tada su tradicionalno koristili tirulu bizantskih careva, "car i autokrata Rimljana", ali od Ivana II nadalje promijenili su je u "cara i autokrata cijelog Istoka, Iberaca i prekomorskih pokrajina, iako je Iberija već bila izgubljena, u vrijeme vladavine Andronikosa I. Gidosa.:str. 29.
Ivan je prvi vladar Trebizonda za kojeg znamo više od nekoliko detalja i nagovještaja; ima dovoljno podataka za sastavljanje povezane pripovijesti o prvom dijelu njegove vladavine. Kronika Mihaela Parentosa, koja je često kratka i čak zagonetna, relativno je detaljna u pogledu Ivanove vladavine, a vanjski izvori daju dodatne detalje na Panaretosovu priču. Car Ivan II. suočio se s mnogim izazovima tijekom svoje vladavine, što dijelom objašnjava i njegov brak s bizantinskom princezom Eudokijom Paleolog, kćerkom cara Mihaela VIII. Paleologa. Njihovi sinovi bili su Aleksije II. Trapezuntski i Mihael Megas Komnen (obojica carevi).
Ta nesigurnost može objasniti jedini slučaj gdje se na kovanicama ove javne vlasti pojavljuju dva Trebizondova cara: Ivan i njegov najstariji sin Aleksije II. Trapezuntski.:str. 129.–131. Udružujući se sa svojim sinom Aleksijem na ovim novčićima, Ivan možda oglašava izbor svog nasljednika.
Iz kronika Mihaela Parentosa saznajemo i da je David VI. Narin, kralj Imeretija, napao je Trapezunt tijekom vladavine cara Ivana.
Ivan je umro u Limniji. Pokopan je u crkvi Presvete Zlatoglave (danas džamija).